# Annona hystricoides
Annona hystricoides este o specie de plante angiosperme din genul Annona, familia Annonaceae, descrisă de Alwyn Howard Gentry. A fost clasificată de IUCN ca specie pe cale de dispariție (stare critică). Conform Catalogue of Life specia Annona hystricoides nu are subspecii cunoscute.